# Brandon Perea
Brandon Perea, né le 25 mai 1995 à Chicago, est un acteur américain. Il est surtout connu pour sa performance en tant qu'Alfonso Sosa dans The OA et son rôle révélateur d'Angel Torres dans le film d'horreur de science-fiction Nope de Jordan Peele en 2022,.  

## Enfance
Perea est né et a grandi à Chicago. Il est d'origine philippine et portoricaine. Il a déménagé à l'âge de 16 ans pour poursuivre ses rêves à Los Angeles. Les principaux talents de Brandon incluent le théâtre, le jamskating (breakdance sur patins à roulettes), la danse et le BMX. Il fait du breakdance depuis qu'il est enfant et est devenu Pro très jeune.

## Filmographie

### Longs métrages
- 2016 : Dance Camp de Bert & Bertie : Kenton
- 2021 : American Insurrection de William Sullivan : Arjay
- 2022 : Nope de Jordan Peele : Angel Torres
- 2024 : Twisters de Lee Isaac Chung : Boone
- NC : A Big Bold Beautiful Journey
- NC : AMP House de Dame Pierre et Mike Ware : Niko
- NC : The Faith of Long Beach de Eric Amadio : Romy Faith[4]

### Courts métrages
- 2019 : How far : Will
- 2019 : Oh, Sorry : Brendon
- 2021 : Delivery : Colin

### Télévision
- 2016-2019 : The OA : Alfonso "French" Sosa (12 épisodes)
- 2020 : Doom Patrol : Dr. Jonathan Tyme (1 épisode)

### Clip vidéo
- 2018 : "One Day"  de Logic
- 2021 : "Yours" de Maye